# Капрезе
Капрезе (італ. caprese — капрійський) — італійський салат. Складники: томати, сир «Моцарела», оливкова олія та базилік. 

## Історія
Назва походить від острова Капрі (Італія). Завдяки червоно-біло-зеленій гаммі кольорів, що повторює кольори італійського прапора, салат «Капрезе» став однією з національних страв Італії.

## Приготування
«Капрезе» легко готувати: по колу складаються нарізані кружечками помідори, сир «Моцарела» й листочки базиліка, зверху приправляють сіллю й чорним перцем і поливають оливковою олією. У традиційному рецепті повинна використовуватися «Моцарела» з молока чорних буйволиць. Найкращий сорт томатів для «Капрезе» — «Волове серце», а також «Черрі». Оливкова олія повинна бути холодного віджиму. До «Капрезе» зазвичай подають свіжий хліб.

## Див також
- Помідори по-рівненськи